# Dicranum nipponense
Dicranum nipponense är en bladmossart som beskrevs av Bescherelle 1893. Dicranum nipponense ingår i släktet kvastmossor, och familjen Dicranaceae. Inga underarter finns listade i Catalogue of Life.